# Lilla Yxtjärnen
Lilla Yxtjärnen är en sjö i Säters kommun i Dalarna och ingår i Dalälvens huvudavrinningsområde.